# Jason Euell
Jason Joseph Euell [uitspraak: 'ju:ʋəl ; 'joewel] (Lambeth, 6 februari 1977) is een Jamaicaans voormalig betaald voetballer afkomstig uit Engeland. Zijn positie op het veld was die van centrumspits. In de Premier League kwam Euell uit voor Wimbledon, Charlton Athletic, Middlesbrough en Blackpool. Hij speelde drie interlands in het Jamaicaans voetbalelftal.

## Clubcarrière

### Wimbledon
Euell was een jeugdproduct van Wimbledon. In oktober 1995 maakte hij als achttienjarige zijn debuut tegen Southampton en opende prompt zijn doelpuntenrekening. Hij maakte nog achtmaal zijn opwachting dat seizoen en scoorde nog tweemaal. Vanaf het seizoen 1997/98 verscheen Euell steeds vaker aan de aftrap bij Wimbledon, namelijk 23 keer op 38 competitiewedstrijden. Hij speelde doorgaans naast de Nigeriaan Efan Ekoku centraal in de aanval. De achternamen van het aanvalstrio van Wimbledon begonnen met de letter E, met ook aanvoerder Robbie Earle. In 1999 verliet Ekoku de club en verhuisde naar Zwitserland (Grasshopper Zürich). Euell werd medio jaren negentig door Wimbledon-trainer Joe Kinnear klaargestoomd als opvolger van de naar Bolton vertrokken clubtopschutter Dean Holdsworth. Hij ontgoochelde niet en scoorde bijvoorbeeld tien doelpunten de jaargang 1998/99 ondanks de moeite voor Wimbledon om stand te houden in de hoogste afdeling, de Premier League.

### Charlton, Middlesbrough en Southampton

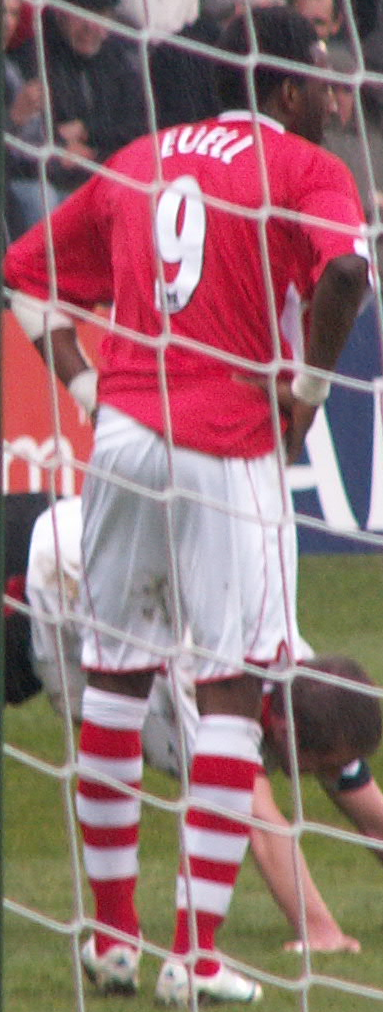
Jason Euell met Charlton Athletic in 2006

Wimbledon zakte aan het eind van het seizoen 1999/2000 na acht seizoenen uit de Premier League. Euell bleef nog een seizoen actief met de club in de Football League First Division (tegenwoordig de Football League Championship). Euell maakte in totaal 181 optredens en scoorde 47 doelpunten in zes jaar met de Dons. In juli 2001 haalde Charlton Athletic hem weer naar de Premier League. Charlton betaalde £ 4.750.000 ,- aan Wimbledon, destijds een clubrecord. Euell scoorde zijn eerste doelpunt voor Charlton Athletic op 20 oktober 2001, een uitwedstrijd tegen Derby County. Tien doelpunten zouden dat seizoen op dat eerste doelpunt volgen. Op 13 september 2003 werd Euell uitgesloten op The Valley tegen Manchester United wegens een "roekeloze" tackle op United-verdediger Gary Neville. Alan Curbishley, zijn coach, uitte zware kritiek op Euell na dat voorval. Charlton verloor de thuiswedstrijd met 0–2, waarop Curbishley zijn spits expliciet met de vinger wees. Euell nam dit niet en twijfelde over zijn toekomst bij de club.
Euell, die bij Charlton een duo vormde met (onder anderen) Marcus Bent, verliet Charlton in de zomer van 2006 nadat manager Iain Dowie hem in het uitstalraam plaatste. Hij speelde 155 wedstrijden en scoorde 37 goals voor de Addicks. Euell vond onderdak bij Middlesbrough, dat op 31 augustus 2006 en dus de laatste dag van de mercato, £ 300.000 ,- uit de portemonnee haalde.
Euell debuteerde voor Boro met een assist tegen Arsenal in het nog nagelnieuwe Emirates Stadium, een 1–1 gelijkspel op 9 september 2006 met goals van James Morrison (Middlesbrough) en Thierry Henry (vanop elfmeter). Euell scoorde niet in 17 optredens voor Middlesbrough. Hij verhuisde transfervrij naar Championship-club Southampton. Hier bleef hij twee jaar, maar wist geen promotie naar de ere-afdeling af te dwingen.

### Blackpool
In 2009 werd Blackpool, een andere subtopper in tweede afdeling, zijn volgende club. Men gaf hem een contract voor een jaar. Blackpool promoveerde in het seizoen 2009/10 naar de Premier League door winst van de finale van de Championship-play-offs tegen Cardiff City en Euell stapte mee over naar ere-afdeling. Het debuut van Blackpool in de Premier League, op 14 augustus 2010, was de eerste Premier League-wedstrijd voor Euell sinds het voorjaar van 2007, zijn periode met Middlesbrough. Blackpool had zowaar buitenshuis geen kind aan Wigan, dat al even in de Premier League actief was. Blackpool won overtuigend met 0–4.
Tijdens een League Cup-wedstrijd tegen Stoke City op 22 september 2009, die Blackpool overigens met 4–3 verloor in het Britannia Stadium van Stoke, kreeg Euell racistische spreekkoren naar het hoofd geslingerd namens de fans van de tegenpartij (al zou het om een individu gaan). Hij confronteerde de aanhang van Stoke City hiermee en sprak: "Ik moest opkomen voor mijn kleuren en schild."
Harry Redknapp, manager van Tottenham Hotspur, vond dat de supporters die Euell uitdaagden de cel in moesten.
Blackpool degradeerde uit de Premier League na een magere oogst punten, maar Euell werd vanaf februari 2011 verhuurd aan Championship-club Doncaster Rovers.
Na het seizoen 2010/11 verliet Euell Blackpool en keerde terug naar Charlton, waarmee hij vervolgens de League One won en promoveerde naar de Championship.

### Terugkeer naar AFC Wimbledon
Op 10 januari 2012 werd aangekondigd dat Euell een huurcontract van vijf weken had getekend bij League Two-club AFC Wimbledon, elf jaar nadat hij het oorspronkelijke, inmiddels ter ziele gegane Wimbledon FC had verlaten. Euell zette na de verhuur aan AFC Wimbledon een punt achter zijn profcarrière bij Charlton.

## Erelijst
| Competitie        |                   |                   |
| Competitie        | Aantal            | Jaren             |
| Charlton Athletic | Charlton Athletic | Charlton Athletic |
| ----------------- | ----------------- | ----------------- |
| League One        | 1×                | 2011/12           |

## Interlandcarrière
Euell speelde van 2004 tot 2006 drie interlands voor Jamaica. De aanvaller scoorde tegen Ghana op 29 mei 2006. Van 1996 tot 1998 werd Euell opgeroepen voor de beloften van Engeland.